# TrueConf
TrueConf Server — программная система унифицированных коммуникаций с поддержкой разрешения 4K Ultra HD, которая функционирует через Интернет или в закрытой локальной сети и работает на операционных системах Windows, Windows Server, Linux, а также на операционных системах на базе ядра Linux, таких как Astra Linux, ALT Linux, РЕД ОС, ROSA и Лотос (клиентские приложения работают и на других ОС).

## Архитектура решений
Архитектура программного обеспечения TrueConf базируется на принципах масштабируемого видеокодирования (Scalable Video Coding, SVC). Для клиент-серверной архитектуры используется проприетарный протокол связи. На протяжении многосторонней видеоконференции каждый её участник получает индивидуальный набор видеопотоков, соответствующий ширине пропускного канала, типу сетевого соединения и свойствам рабочей станции. В противовес технологии SVC, традиционная видеоконференцсвязь на серверах многоточечной конференции (multipoint control units, MCU) производит транскодирование на стороне сервера, что не только не масштабируемо, но и просто не применимо для большого числа соединений. Архитектура SVC рассматривается как конкурентное преимущество со значительным снижением затрат на инфраструктуру и легко адаптируется к каждому устройству. Обеспечивается интеграция с видеотерминалами и MCU сторонних производителей по протоколам SIP и H.323, приложением Skype for Bussiness, Zoom, Cisco Webex, LifeSize и BlueJeans.

## История
В 2011 году разработчик заявил о создании программно-аппаратного комплекса для организации видеоконференцсвязи с трёхмерным изображением (3D), однако позже закрыл направление.
В 2014 году на базе TrueConf Server была создана сеть видеоконференцсвязи с поддержкой до 1 млн пользователей, заказчиком которой выступило МВД РФ.
В 2015 году началась поддержка стандарта 4K UltraHD (2160p) в сеансах видеоконференцсвязи.
В 2019, 2020 и 2021 годах решение включено компанией Gartner в исследование рынка систем для видеосвязи (Magic Quadrant for Meeting Solutions).
В 2020 году включён агентством IDC MarketScape в аналитическое исследование рынка корпоративной видеоконференцсвязи со статусом «Претендент».
В 2021 году открыто производство программно-аппаратных терминалов (ПАК) в Москве. На конференции Цифровая индустрия промышленной России заявлена версия с процессором архитектуры ARM Baikal-M.
В 2022 году издание CNews провело исследование корпоративных мессенджеров в России, где по показателю безопасности TrueConf стал лидером.
В 2023 году компания выпустила ИБ-модуль для предотвращения внешних угроз и DDoS-атак.
ВКС-решение TrueConf активно распространяется в том числе среди государственных структур РФ и частных компаний. В конце 2021 года стало известно о махинациях компании-владельца бренда и её дочерних структур при участии в тендерах для госзакупок.

## О производителе
TrueConf — российская компания, которая занимается производством программного обеспечения для организации видеоконференцсвязи и совместной работы, а также созданием решений для интеграции видеосвязи в системы телемедицины, видеокиоски, банкоматы и приложения сторонних разработчиков. Штаб компании находится в Москве.
В 2019 году компания TrueConf приобрела российского разработчика программного MCU для видеоконференцсвязи — компанию IntegrIT, чтобы создать новую ВКС-систему для видеосвязи на базе российских процессорных архитектур «Эльбрус», ARM, MIPS и ОС Astra Linux.

## Конкуренты системы в России
- Jazz от Сбер
- Яндекс.Телемост
- Dion от T1
- Видеозвонки@Mail.ru
- VideoMost
- VideoUnion
- Vinteo
- iMind
- Webinar
- IVA MCU
- Контур.Толк